# 草庙集乡
草庙集乡，是中华人民共和国河南省信阳市固始县下辖的一个乡镇级行政单位。

## 行政区划
草庙集乡下辖以下地区：
草庙集社区、关田村、沈塘村、中心集村、棠堆村、皮岗村、广店村、姜寨村、瓦庙村、吕岗村、帐房村、王岗村和仟佛村。